# Фрідріх Гальм
Фрідріх Гальм (нім. Friedrich Halm) — творчий псевдонім австрійського драматурга, письменника та поета барона Елігій-Франца Йозефа фон Мюнх-Беллинггаузена (нім. Eligius Franz Joseph von Münch-Bellinghausen).

## Біографія
Елігій-Франц Йозеф фон Мюнх-Беллінггаузен народився у Кракові у сім'ївисокопоставленого чиновника. Навчався у Stiftsgymnasium Melk у Мельку і Schottengymnasium у Відні. Згодом у Віденському університеті вивчав філософію і право. У 20 років він влаштувався до відділення Імператорської Фіскальної служби у Лінці.
У вільний час писав романи та поезію під псевдонімом Фрідріх Гальм. На його творчість значний вплив здійснив його учитель естетики чернець Міхаель Леопольд Енк фон дер Бург (Michael Leopold Enk von der Burg). Дебютна драма 1935 року «Griseldis» принесла йому успіх.
У 1845 році призначений радником куратора Імператорської бібліотеки у Відні. У 1869—1871 служив генерал-інтендантом віденських придворних театрів.